# AJ Wentland
Adrian Joseph Wentland, detto AJ (Rockford, 6 dicembre 1994), è un giocatore di football americano statunitense che gioca nel ruolo di linebacker per i Panthers Wrocław.